# فولاذ حديد
فولاذ محمد حديد (ولد في 7 مارس 1937) هو كاتب عراقي وخبير بالشؤون العربية. هو شقيق هيثم حديد والمعمارية الشهيرة زها حديد، ووالدته وجيهة الصابونجي والتي كانت فنانة بالموصل.

## نشأته وتعليمه
ولد فولاذ في بغداد عام 1937، هو نجل الاقتصادي العراقي محمد حديد والذي شغل عدة مناصب وزارية بالحكومة العراقية وأسس الحزب الوطني الديمقراطي العراقي، وشقيق هيثم حديد والمهندسة المعمارية العراقية زها حديد، وكانت والدته وجيهة الصابونجي فنانة من الموصل. كان والده عضوًا مؤسسًا في الحزب الوطني الديمقراطي العراقي، وقد تأثر فولاذ حديد بشدة بآراء والده السياسية حيث نشأ في منزل كان يزوره أعضاء قياديون آخرون في الحزب الوطني الديمقراطي العراقي. التحق فولاذ بكلية فيكتوريا بالإسكندرية في مصر من عام 1947 حتي عام 1956 درس بعدها القانون في كريست كولدج بكامبريدج. درس فولاذ الأعمال في جامعة هارفارد. وأصبح زميلًا في معهد المحاسبين القانونيين في إنجلترا وويلز. افتتح مكتبًا لشركة المحاسبة آرثر يونغ في بيروت وأصبح شريكًا في كيه بي إم جي. التقى بزوجته لالا كنزة العلوي أثناء عملهما في واشنطن العاصمة. ابنتهما تالا حديد رسامة وصانعة أفلام حائزة على جوائز. قسمت الأسرة وقتها بين أوروبا وأمريكا الشمالية والشرق الأوسط. كان رياضيًا متحمسًا، ولعب الجولف وكان زائرًا منتظمًا في رويال بوكس في ويمبلدون.
عند تقاعده، قدم فولاذ إلى كلية سانت أنتوني من قبل صديقه باتريك سيل وانتخب عضوًا مشاركًا أولًا لتمكينه من تحرير ونشر كتاب مذكاراتي في عام 2006، مذكرات والده محمد حديد. تم الترحيب بالكتاب باعتبار مذكراته إحدى أهم المذكرات السياسية العربية في السنوات الأخيرة. قبل سنوات من الربيع العربي، كان فولاذ يعتقد أن العرب سوف ينتفضون يومًا ما ويطالبون بالحرية السياسية. وأدان الإمبريالية الأوروبية والهيمنة الأمريكية والحكومات العربية الاستبدادية على قدم المساواة في إنكار تطلعات الشعوب العربية المشروعة. بعد قبوله للحصول على درجة الدكتوراه في جامعة أكسفورد بدأ العمل على أطروحته، وهي تاريخ الحركة الديمقراطية في العراق في الأربعينات والخمسينات من القرن العشرين. ومع ذلك، فقد أنهى العمل باعتباره كتابه التالي، لحظة العراق الديمقراطية، الذي نُشر بعد وفاته في عام 2012. حصل على نسخة مسبقة في سريره في المستشفى.

## وفاته
توفي فولاذ حديد في7 سبتمبر 2012 بعد صراع قصير مع المرض، دفن بعدها مع والده وأخته في مقبرة بروكود.